# Hoher Stein (Ostenholz)

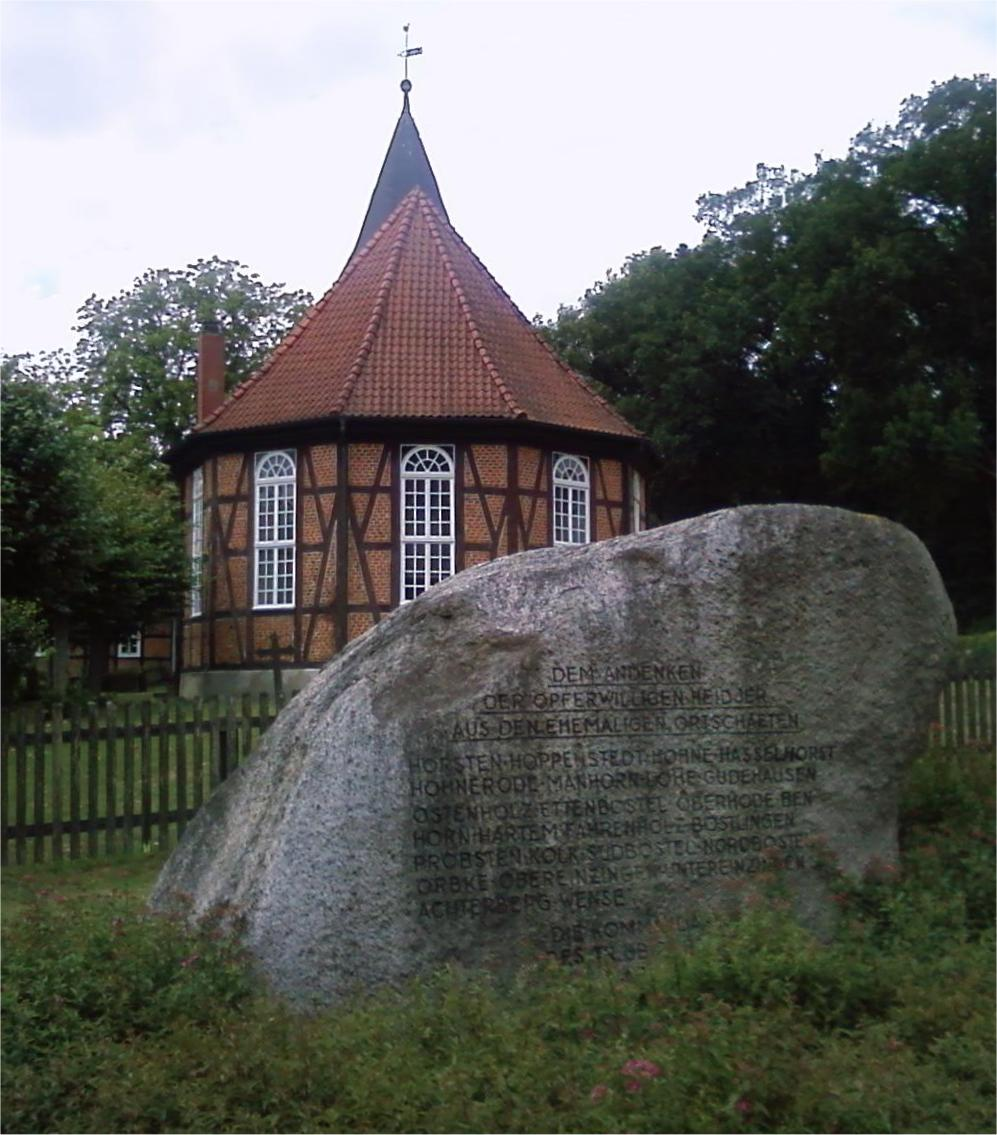
Der Hohe Stein liegt heute vor der Kirche in Ostenholz

Der Hohe Stein ist ein Findling vor der Kirche in Ostenholz in der Lüneburger Heide. Seine Inschrift erinnert an die Umsiedlung der Bevölkerung aus Dörfern in der Heidmark in den Jahren von 1936 bis 1938 bei der Schaffung des Truppenübungsplatzes Bergen. Er wird auch der Riese von Hanglüß genannt.

## Geschichte

### Widerstand der Bauern in der Heidmark gegen den Truppenübungsplatz Bergen

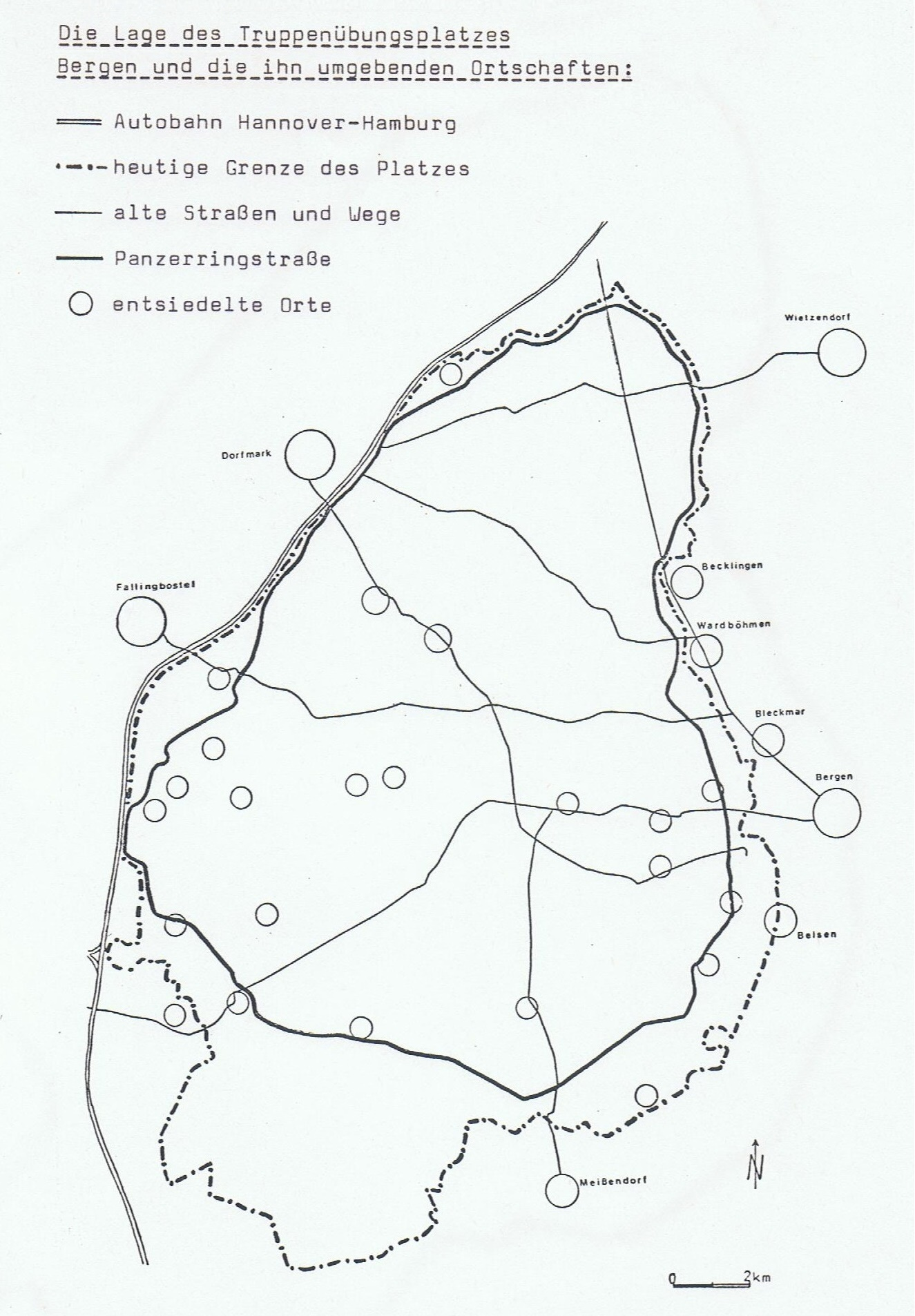
Entsiedelte Ortschaften und Höfe der Heidmark wurden zu Wüstungen

Am 16. März 1935 hob Adolf Hitler mit dem Gesetz für den Aufbau der Wehrmacht die Beschränkungen des Versailler Vertrages auf. „Beim Aufbau des Heeres ab 1934 entstanden sehr großzügige Pläne zur Errichtung von Truppenübungsplätzen.“
„Zum Andenken an die opferwilligen Heidjer“ – so beginnt die Inschrift auf dem Hohen Stein. Doch so opferwillig waren die Heidebauern ganz und gar nicht.

„Als sich im Sommer 1934 die Gerüchte mehrten, dass in dem Gebiet zwischen Fallingbostel und Bergen ein riesiger Truppenübungsplatz eingerichtet werden sollte, mochten die Menschen dort zunächst nicht daran glauben. Hatte nicht der Führer immer wieder beteuert, wie wichtig die Bauern und ihre Verbundenheit zur Scholle für Deutschland waren? Von Blut und Boden und dem Erbe der Väter hatte er gesprochen und 1933 mit dem Reichserbhofgesetz die nationalsozialistische Garantie für den Bestand der bäuerlichen Betriebe gegeben. Doch die Bewohner der Heidmark mussten erfahren, dass das alles nichts zählte, wenn es um das Militär und die Wehrwirtschaft ging.“

Im September 1934 schrieben Bauern aus Hohne an Hitler. Der Landrat des Kreises Fallingbostel wendete sich an den Regierungspräsidenten in Lüneburg. Der Bezirksbauernführer aus Ostenholz lud zu einer Versammlung bei den Sieben Steinhäusern. Am 1. Oktober 1934 schickten die Vertreter der Bauern ein Telegramm an „den Führer und Reichskanzler Adolf Hitler“ mit der „Bitte um Erhaltung der Scholle und Heimat“. Eine Abordnung der Bauern fuhr zum Reichsbauerntag am 2. Oktober 1934 nach Goslar, nachdem eine Massenkundgebung bei den Sieben Steinhäusern für den folgenden Tag vom Kreisleiter der NSDAP in Fallingbostel als „Hoch- und Landesverrat“ bezeichnet und verboten worden war. „Ganz offensichtlich versuchte Berlin durch eigene taktische Manöver und über den verlängerten Arm der Landesbauernschaft, die Bauern der Heidmark ‚ruhig zu stellen‘ und ins Leere laufen zu lassen, um Zeit zu gewinnen und vollendete Tatsachen schaffen zu können.“
Der Bürgermeister der Gemeinde Wense, Ernst-August von der Wense, fuhr allein nach Berlin. Am 18. März 1935 reiste eine Abordnung von 77 Bauern aus den Kreisen Celle und Fallingbostel nach Berlin. Als letztes Mittel versuchten Bauern aus Hohne und Manhorn eine Lösung mit finanziellen Mitteln zu erreichen: Sie boten dem Reich 327.500 Reichsmark an für die „Beschaffung des notwendigen Truppenübungsplatzes in anderer Gegend“ und „unter der Bedingung, dass der Gemeindebezirk von Enteignungen verschont bleibt“. Aus Trauer vor dem drohenden Verlust ihrer Heimat wurden von den Betroffenen schwarze Fahnen an die Häuser gehängt. Dies wurde daraufhin von den Nationalsozialisten unter Androhung von Strafe verboten.
Alles half nichts. Eine „Reichsumsiedlungsgesellschaft“ wurde eingerichtet, um die Landabgabe für den Truppenübungsplatz zu organisieren.

### Beginn des Schießens auf dem Truppenübungsplatz

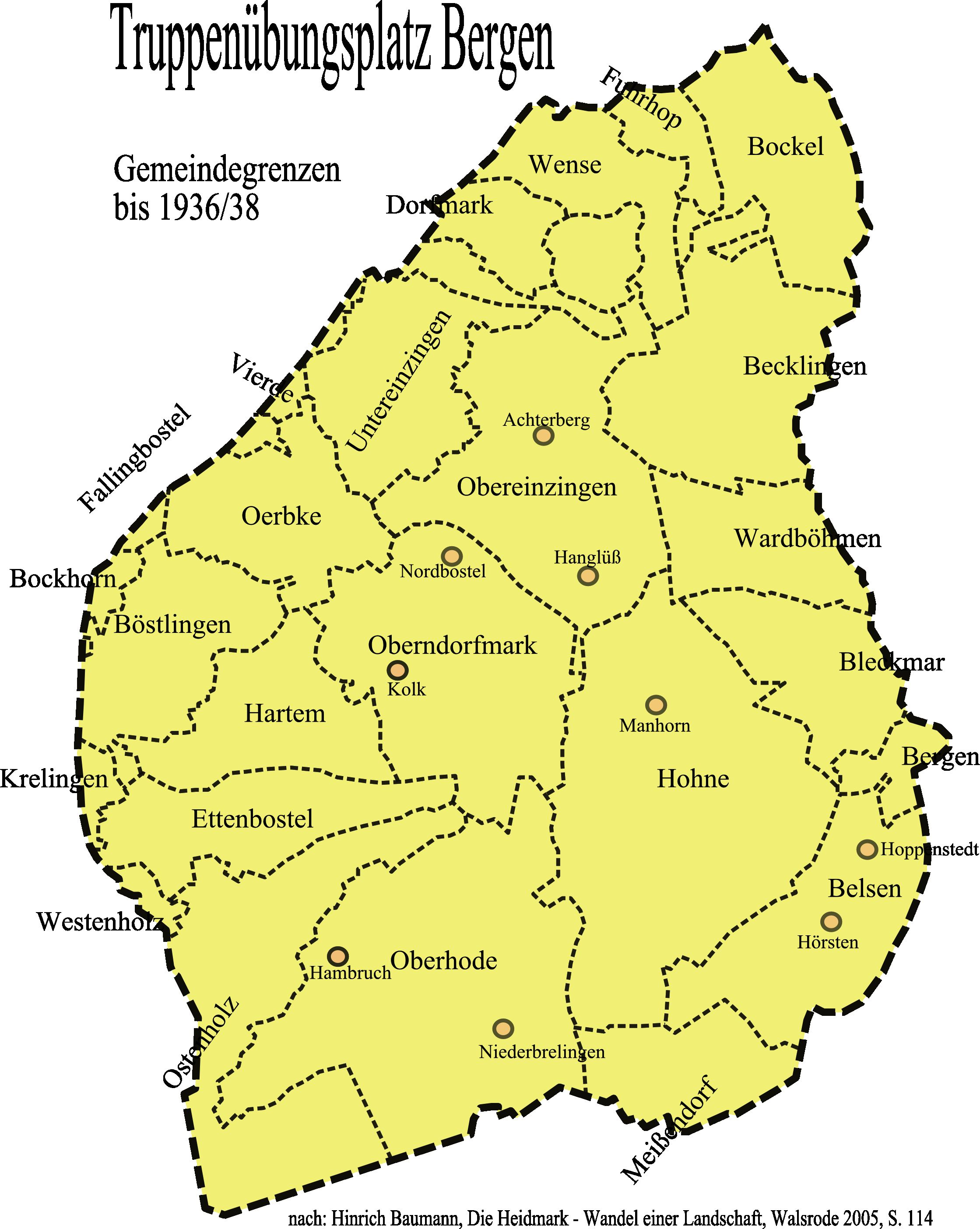
Grenzen der geräumten ehemaligen Dörfer bis 1936/38

Im Dezember 1935 begann der Bau des Lagers für Soldaten. Ein geschlossenes Bauarbeiterlager wurde errichtet. Am 6. und 8. Juli 1936 fand das erste „Scharfschießen der Artillerie aus Feuerstellungen außerhalb des Platzes“ statt. Gleich zu Beginn des Schießens kam es zu mehreren Waldbränden. Die Sieben Steinhäuser wurden von der Heeresverwaltung „im ursprünglichen Zustand wieder hergestellt“. Im größten Steinhaus der Megalith-Gruppe war die Beisetzung des in Frankreich gefallenen Hermann Löns geplant. Da die Grabanlage im Gebiet des Truppenübungsplatzes liegt, wurde Löns am 2. August 1935 im Tietlinger Wacholderhain bei Bad Fallingbostel beigesetzt.

### Umsiedlung der ehemaligen Dörfer des Truppenübungsplatzes
„Der Truppenübungsplatz Bergen war mit einer Größe von 26.719 ha der größte Übungsplatz der Wehrmacht im gesamten Deutschen Reich. 3635 Einwohner aus 25 Gemeinden mussten dafür ihre Heimat verlassen.“

3005 Einwohner von 386 Höfen im Kreis Fallingbostel und 630 Einwohner von 114 Höfen im Kreis Celle wurden umgesiedelt. 2260 von ihnen (= 62 %). fanden eine neue Heimat im bisherigen Regierungsbezirk.

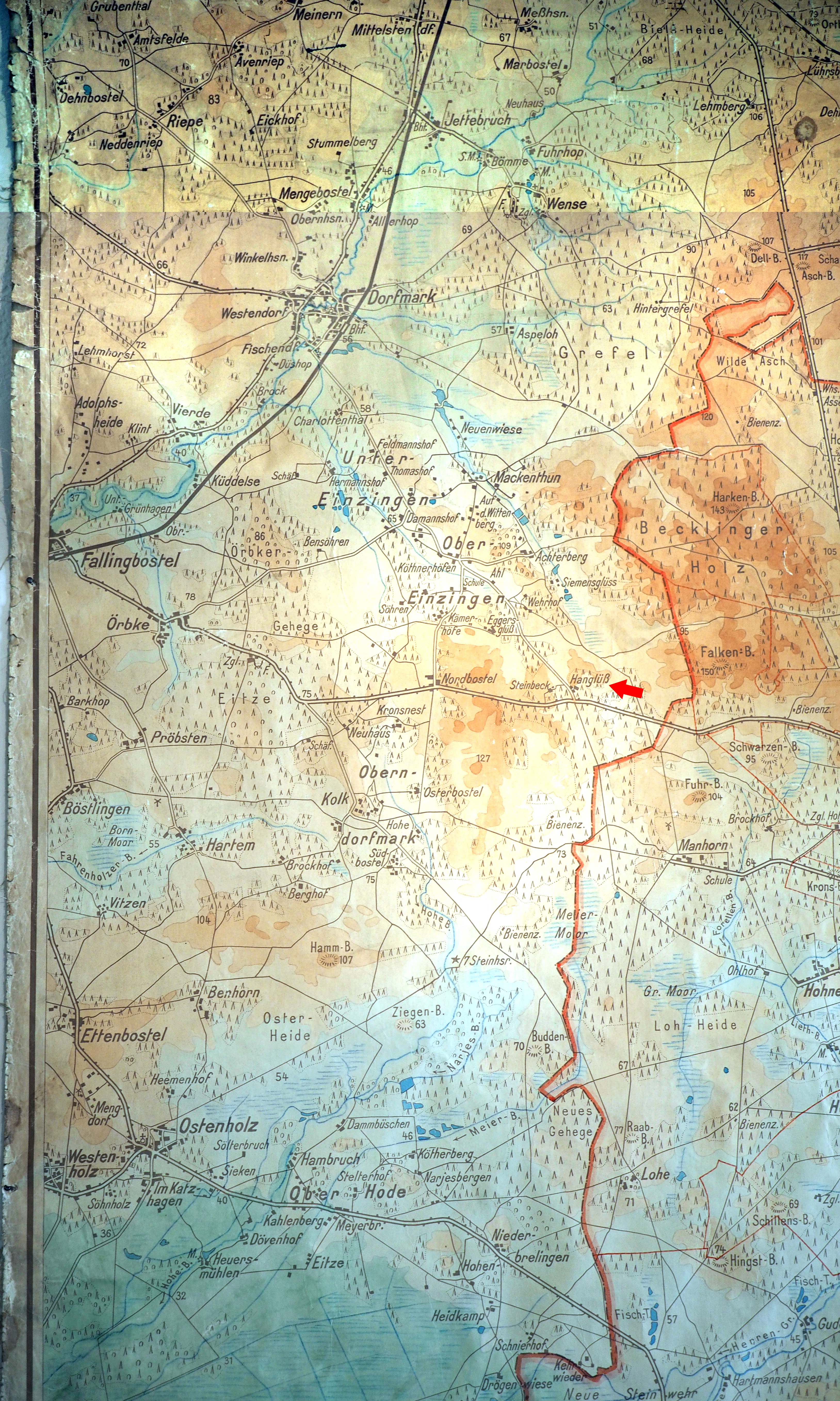
Ostheidmark, Hanglüß ist gekennzeichnet

In den Kirchengemeinden Ostenholz, Düshorn, Dorfmark, Bergen und Fallingbostel wurden Abschiedsgottesdienste für die Umsiedler abgehalten.

## Gedenkstein der Übungsplatzkommandantur

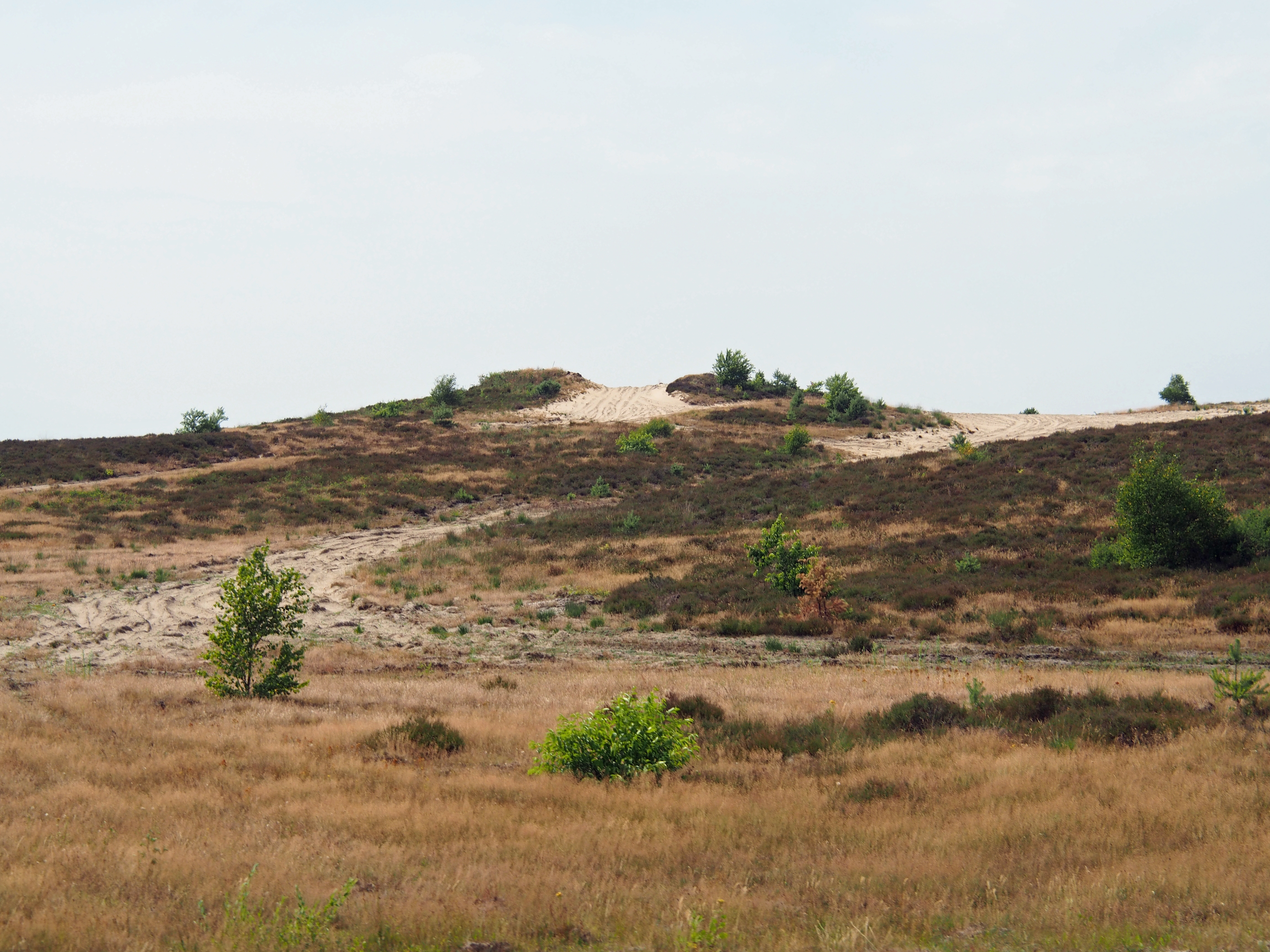
Fundort des Steins (auf dem Hügel)

Heute liegt der Stein mit dieser Inschrift vor der Ostenholzer Kirche:

„Dem Andenken der opferwilligen Heidjer aus den ehemaligen Ortschaften Hörsten, Hoppenstedt, Hohne, Hasselhorst, Hohnerode, Manhorn, Lohe, Gudehausen, Ostenholz, Ettenbostel, Oberhode, Benhorn, Hartem, Fahrenholz, Böstlingen, Pröbsten, Kolk, Sudbostel, Nordbostel, Örbke, Obereinzingen, Untereinzingen, Achterberg, Wense“

Er ist seit ältester Zeit als „Riese von Hanglüß“ bekannt, nach seinem Fundort, einem Hügel nahe Hanglüß.
Der Findling ist wohl in der Eiszeit hierher gekommen, von der Übungsplatzkommandantur wurde er dem Andenken der „opferwilligen Heidjer“ gewidmet und 1938 mit der Inschrift versehen. Als der Platz ab 1958 von der NATO genutzt wurde, lag er im Bereich einer Schießbahn. Deshalb ließ der Platzkommandant den Stein verlegen. Im Oktober 1962 wurde er aus der Gefahrenzone in die Ostenholzer Feldmark gebracht. Seit 1969 hat er seinen Platz vor der Ostenholzer Kirche.